# Le Mesnillard
Le Mesnillard är en kommun i departementet Manche i regionen Normandie i norra Frankrike. Kommunen ligger i kantonen Saint-Hilaire-du-Harcouët som tillhör arrondissementet Avranches. År 2022 hade Le Mesnillard 251 invånare.

## Befolkningsutveckling
Antalet invånare i kommunen Le Mesnillard
| Referens: INSEE |